# セルゲイ・ウダルツォフ
セルゲイ・スタニスラヴォヴィチ・ウダリツォフ（ロシア語: Серге́й Станисла́вович Удальцо́в、1977年2月16日 - ）は、ロシアの政治活動家。そのリーダー。

## 来歴
モスクワで生まれる。1999年より「赤色青年先兵」(ロシア語: Авангард красной молодёжи、略称: AKM）のリーダーを務め、2008年からは「左翼戦線」のリーダーを務めている。
2011年12月のロシア下院選挙での不正の抗議運動（2011年ロシア反政府運動）で警察に逮捕され、拘留された経歴を持つ。

## ロシア連邦共産党の次期党首候補
2012年3月4日のロシア大統領選挙でロシア連邦共産党のゲンナジー・ジュガーノフは、統一ロシアのウラジーミル・プーチンの前に大差で敗れた。
ジュガーノフが高齢になりつつあり、また、ジュガーノフ自身がカリスマ性、大衆をひきつける魅力に欠けているという指摘が多い現状に対し、党の若返りとしてロシア連邦共産党の次期党首候補としてウダリツォフの名が挙がっている。